# Bamse-Statue (Honningsvåg)

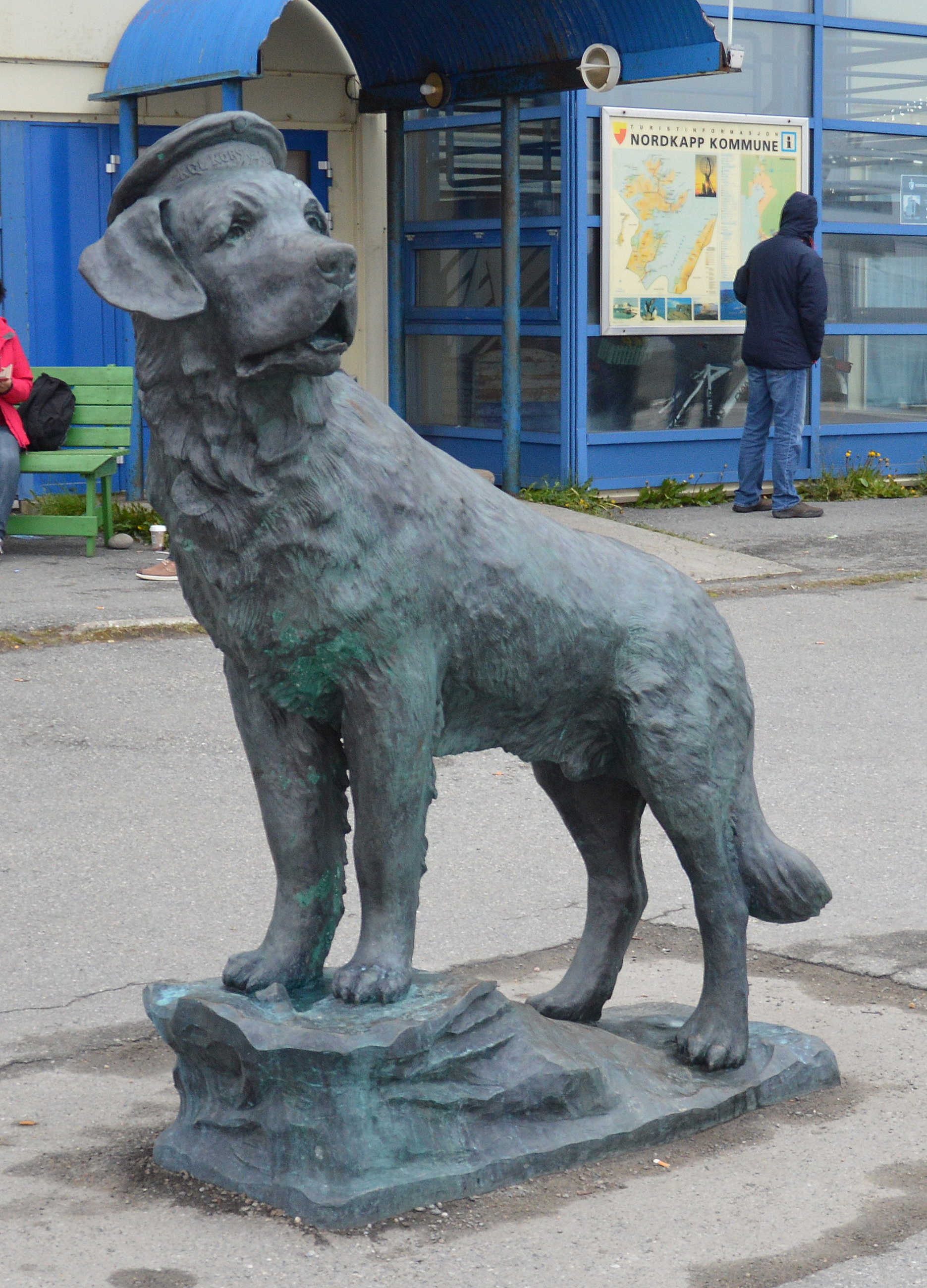
Bamse-Statue

Die Bamse-Statue ist eine Statue in der norwegischen Stadt Honningsvåg in der Gemeinde Nordkapp. Die Statue erinnert an den bekannten Schiffshund Bamse, der während des Zweiten Weltkriegs auf einem Schiff der norwegischen Marine eingesetzt war.
Die Bamse-Statue steht im Hafengebiet von Honningsvåg. Zeitweise hatte der Hund am Hafen der Stadt gelebt. Die Statue stellt den Bernhardiner Bamse lebensgroß und Ausschau haltend dar. Die Vorderpfoten stehen etwas erhöht auf einem Sockel. Geschaffen wurde die Statue vom Bildhauer Alan Herriot und am 19. Juni 2009 enthüllt. Zuvor war am 17. Oktober 2006 eine gleich gestaltete Statue im schottischen Montrose enthüllt worden. Bamses Schiff Thorodd war dort länger stationiert. Im Nordkapmuseum befindet sich ein Modell des Schiffs und Fotos von Bamse. Das Schiffsmodell wurde am Tag vor Einweihung der Statue, im zum damaligen Zeitpunkt in unmittelbarer Nachbarschaft zur Statue befindlichen Museum, enthüllt. Die Finanzierung der Statue erfolgte durch Privatspenden sowie mit Unterstützung des Militärs und der Hafenbehörde. Als Projektleiter für die Aufstellung des Denkmals war Sigurd Berg Hansen tätig.